# Johann Francisci
Johann Francisci, magyaros névalakban Francisci János (Brassó, 1665 körül – Brassó, 1696. március 20.) bölcsészdoktor.
Apja Paul Francisci evangélikus lelkész, bátyja Paul Francisci orvos volt. 1686–1687-ben a wittenbergi egyetemen tanult, és vizsgaelnök is volt. Nagy „tisztelői kört” tudott magáénak, annak ellenére hogy nem volt tekintélyes család sarja; valószínűleg jó kapcsolatot ápolt neves családokból származó kollégáival. Visszatérvén szülővárosába, a Honterus-gimnázium tanára volt. Ígéretes karrier állt előtte, de korán, még lektor korában elhalálozott.

## Munkái
- De Angelo in assumto corpore apparente. 17. Aug. 1687. Wittenberg.
- Positiones selectae ex Pneomaticis de anima separata. 19. Oct. 1687. Wittenberg.
- De aeterna paradisiacae conversationis oeconomia, e Prov. cap. 8. v. 31. Wittenberg, 1688.
- Memorabilia aliquot Transsilvaniae. Praes. Joh. Francisci, respondens Thomas Scharsius d. 16. April. Wittenberg, 1690.
- Dacia Consularis 29. Martii 1690. Wittenbergae, Lipsiae, 1698. (Schuszfleisch Konr. Sámuel. Disputationes historicae civiles. Lipsiae, 1699. c. gyűjteményében a XLVII. Disputatio.)